# Andrii Artemenko
Andrii Viktorovych Artemenko (Ucraniano: Андрій Вікторович Артеменко) es un político y empresario Ucraniano, diputado popular de la octava convocatoria de Verkhovna Rada (Parlamento ucraniano) y presidente del consejo del "Partido político Ucraniano “Solidaridad de las Fuerzas de Derecha".

## Educación
Artemenko nació en Kiev el 14 de enero de 1969. Comenzó a estudiar en 1976 en la escuela No 43 de Kiev. Posteriormente se trasladó a la escuela No 178 debido a la alta calidad de su enseñanza. Fue en la escuela donde Artemenko mostró interés por la historia, geografía y el entrenamiento militar. Prestó especial atención a la geopolítica y diversas formas de gobierno. Posteriormente, junto a otros célebres egresados, brindó diversas ayudas sociales a la escuela No 178. En particular, fue la obtención de financiamiento gubernamental para la finalización de un segundo edificio.
En 1986, Andrii Artemenko ingresó en el Departamento de Ingeniería de Energía Eléctrica del Instituto Politécnico de Kiev, donde se especializó en ingeniería energética. De 1987 a 1989 dejó sus estudios para servir en el ejército soviético. Sirvió en varias unidades militares a través de la Unión Soviética. En mayo de 1989, fue trasladado a las reservas de las Fuerzas Armadas de la URSS. Después de regresar a Kiev, continuó sus estudios en el Instituto Politécnico de Kiev, en el Departamento de Ciencias de la Computación y obtuvo una maestría en ingeniería de sistemas en 1993.

## Inicio de actividades comerciales
Andrii Artemenko comenzó a hacer negocios en la década de 1990, en particular, realizó operaciones de exportación e importación con materias primas para la industria ligera.
En 1994 visitó los Estados Unidos por primera vez y durante este viaje asistió a cursos de formación sobre "Derecho Deportivo Internacional", lo que le impulsó en 1996 a establecer un bufete de abogados en Ucrania "First Legal Club". Esta entidad fue la primera organización de este tipo en el territorio postsoviético, que sirvió a los deportistas más exitosos de la ex Unión Soviética y brindó apoyo legal, de consultoría y de gestión, así como su empleo en el extranjero.
Andrii Artemenko se desempeñó como Jefe del Comité sobre el Estatuto de los Jugadores de Fútbol en la Federación de Fútbol de Ucrania.
Durante el mismo período, Artemenko también comenzó a vender derechos de transmisión de las principales competiciones deportivas del mundo a los canales de televisión centrales de Ucrania, como: Liga de Campeones de la UEFA, Copas mundiales y europeas de fútbol, Torneos mundiales de boxeo y otros.
En 1996, fundó el Sindicato de futbolistas profesionales de Ucrania, que es miembro de FIFPRO, parte de la FIFA desde 1998.
En 1999, Andrii Artemenko se convirtió en presidente del club de fútbol CSKA (Kiev) y ocupó el cargo hasta el 2000.

## Carrera política
En 1998, conoció al político público, jefe de la administración estatal de la ciudad de Kiev, Oleksandr Omelchenko. Ese mismo año, A. Artemenko participó en la campaña electoral de Omelchenko, quien fue elegido alcalde de Kiev. Juntos fundaron un partido político llamado "Unidad".
En 2000, fue nombrado asesor del alcalde de Kiev. Artemenko dejó este cargo en el 2004.
En 2001, durante una campaña para desacreditar a Omelchenko, Andrii Artemenko se convirtió en objeto de atención por parte de la Fiscalía General debido a su estrecha relación con el alcalde. La Fiscalía General lo interrogó repetidamente.
En la primavera del 2002, en un intento para aumentar la presión sobre O. Omelchenko, Artemenko fue arrestado. "Se hizo deliberadamente. Estuve recluido en diferentes prisiones preventivas (SIZO), a veces en la misma celda con personas enfermas de tuberculosis pulmonar. Los jefes de las agencias de seguridad me ordenaron que firmara una declaración diciendo que Oleksandr Omelchenko transfirió ilegalmente dinero de cuentas de la Administración del Estado de la ciudad de Kiev a su proyecto político y a un proyecto de construcción de instalaciones de su hijo. La coerción para dar falso testimonio era inaceptable, así que me mantuve fiel a mis posiciones para no cometer perjurio ". Dijo Artemenko.
El 22 de octubre de 2004 A. Artemenko fue puesto en libertad bajo fianza de algunos parlamentarios. Posteriormente se retiraron todos los cargos contra A. Artemenko y los tribunales de Ucrania confirmaron la ilegitimidad de las reclamaciones. Debido a su postura principal sobre una posición honesta, se vio obligado ilegalmente a pasar hasta 2 años, 7 meses y 21 días en prisión.
Durante el primer Maidan (2004) conoció a Yulia Tymoshenko. Más tarde, a pedido de Yulia Tymoshenko, se convirtió en uno de los líderes de la sede de su campaña electoral, donde logró ganar muchos distritos electorales. En 2006 A. Artemenko fue elegido diputado del Ayuntamiento de Kiev y lideró la facción del Bloque Yulia Tymoshenko. También fue subdirector del Comité de cuestiones ecológicas del Ayuntamiento de Kiev. A. Artemenko participó en el desarrollo e implementación de muchos programas ambientales y de infraestructura ejecutados con éxito en la infraestructura de la ciudad que en la actualidad aún en funcionan.

## Carrera en la industria de defensa
Desde 2005 Artemenko fundó una serie de empresas especializadas en transporte aéreo y logística militar. De 2008 a 2012, sus principales actividades fueron el apoyo logístico a los "puntos calientes" del norte de África y Oriente Medio: Túnez, Libia, Egipto, Afganistán y otros.
En 2012, participó en la implementación de un gran proyecto innovador en Catar, que está asociado con efectos inducidos en el medio ambiente para aumentar la humedad y las precipitaciones. "Esta fue una tecnología militar, desarrollada por ingenieros militares. Artemenko participó directamente en la instalación de esta tecnología en Catar".
En noviembre de 2012, con su asistencia personal, se abrió la Embajada de Ucrania en el Estado de Catar y, en consecuencia, se abrió la Embajada del Estado de Catar en Ucrania.

## Actividades parlamentarias
Andrii Artemenko se define a sí mismo como un neoconservador. Ocupó posiciones firmes sobre cambios urgentes en el estado. Por ello, respondió a la invitación del líder del Partido Radical, Oleh Lyashko, y accedió a estar en la lista de elecciones parlamentarias anticipadas de octubre del 2014.
A. Artemenko se dio cuenta de que Ucrania necesitaba un partido ideológico. Estudió el desempeño y la experiencia de varios sistemas políticos, tomando como ejemplo las actividades de organizaciones políticas como el Partido Republicano de Estados Unidos y el Partido Conservador del Reino Unido. Junto con otras personas de ideas afines y siguiendo sus creencias, fundó un partido político llamado "Solidaridad de Fuerzas de Derecha" en noviembre de 2014. Todo se hizo en contraste con los numerosos proyectos electorales artificiales. El partido "Solidaridad de las Fuerzas de Derecha" se propuso a participar en todas las elecciones: locales, parlamentarias y presidenciales próximas.
Andrii Artemenko realiza una actividad parlamentaria prooccidental. Fue vicepresidente del Comité de la Verjovna Rada sobre cuestiones de integración europea, miembro de los Subcomités de Cooperación de Ucrania y Política Común de Seguridad y Defensa de la OTAN y la UE. Además, es miembro de un subcomité de cooperación económica y sectorial y de una zona de libre comercio entre Ucrania y la UE. Andrii Artemenko persigue activamente su punto de vista personal sobre el estado no alineado de Ucrania, sobre las relaciones de cooperación de buena vecindad, amistosas y mutuamente beneficiosas con los países vecinos. No es partidario de que Ucrania se una a ninguna estructura, sindicato u organización supranacional.
Andrii Artemenko encabezó el Grupo Interparlamentario de Amistad con Catar, que incluyó a 23 diputados. Además, es copresidente del Grupo Parlamentario de Amistad con Eslovenia.
El 25 de diciembre de 2014 se anunció en el Parlamento el establecimiento del grupo adjunto inter-faccional (multifaccional)"Solidaridad de las fuerzas de derecha". Andrii Artemenko inició la formación del partido y finalmente lo encabezó. Los miembros del Parlamento están trabajando juntos en los proyectos de ley destinados a resolver los problemas de la clase media en Ucrania. En particular, la creación de un entorno legal favorable para las empresas, la protección de la propiedad privada y un juicio justo.
Andrii Artemenko fue autor de 37 proyectos de ley, de los cuales 17 se convirtieron en leyes. Algunos de los proyectos de ley representativos son: número 1601 "Enmiendas al sistema administrativo-territorial de la región de Lugansk, cambiando y establecimiento de límites de los distritos de Popasnjansky y Slavyanoserbsk de la región de Lugansk", número 1310 "Enmiendas al artículo 41 de la Ley de Ucrania" En Sociedades Anónimas "(con respecto al quorum de las juntas generales de sociedades anónimas con derechos corporativos estatales mayoritarios), el proyecto de ley número 1736" Sobre la apelación de la Verjovna Rada de Ucrania ante el Parlamento Europeo, el Parlamento del Consejo de Europa y los parlamentos nacionales de los Estados miembros de la UE, EE. UU., Canadá, Japón y Australia sobre la cuestión del tiroteo masivo de personas cerca de Volnovakha", la Resolución número 2066" Sobre la celebración de audiencias parlamentarias titulada: "Perspectivas de introducir un régimen sin visado para los ciudadanos de Ucrania por la Unión Europea "(21-22 de mayo de 2015).
Uno de los proyectos de ley más populares iniciados por Andrii Artemenko fue sobre la legalización de la doble ciudadanía N.º 6139, que actualmente cuenta con el apoyo del actual presidente de Ucrania, Volodímir Zelenski.
Durante su mandato como miembro del Parlamento, Artemenko criticó el régimen de Poroshenko y destapó hechos de corrupción interna e internacional.
Desde 2015, Andrii Artemenko ha estado cooperando con las autoridades de investigación de EE. UU. En investigaciones relacionadas con la apropiación indebida de ayuda financiera de EE. UU. A Ucrania por parte del entonces presidente Petro Poroshenko.

## Posición pro-Trump
En 2016, todavía en calidad de diputado ucraniano, Andrii Artemenko fue el único político ucraniano que apoyó abiertamente al entonces candidato presidencial Donald Trump y exigió que las políticas ucranianas se ajustaran para tener en cuenta el programa de Trump en el momento en que Ucrania oficial apoyaba públicamente al candidato del Partido Demócrata. Hillary Clinton. El Sr. Artemenko fue acosado políticamente por el régimen de Poroshenko, en violación de la Constitución de Ucrania y el Código Civil de Ucrania, se le privó de la ciudadanía ucraniana, del mandato de diputado y fue expulsado de Ucrania.
Andrii Artemenko impugnó esta decisión en los tribunales ucranianos, pero dada su parcialidad (y su lealtad al entonces presidente, Petro Poroshenko), la decisión siguió en vigor.
En 2017, Artemenko llevó su caso de privación ilegal de la ciudadanía al Tribunal Europeo de Derechos Humanos, donde se está examinando hasta el momento.
El 11 de agosto de 2020, la Oficina Central de la Oficina Estatal de Investigación de Ucrania inició una investigación previa al juicio de un delito en virtud del artículo 367 Parte 2 del Código Penal de Ucrania, enmendado en 2001, con respecto al hecho de desempeño inadecuado de sus funciones oficiales por parte de funcionarios del Servicio Estatal de Migración de Ucrania, miembros de la Comisión de Ciudadanía del presidente de Ucrania y otros funcionarios de alto rango, durante la preparación y aprobación de documentos sobre la terminación de la ciudadanía de Ucrania de Andrii Artemenko .
Simultáneamente, la prensa "liberal-democrática" en Estados Unidos (The New York Times) insinuó que él era el canal de retorno de Putin y Trump. Como consecuencia, Artemenko fue interrogado por la Fiscalía General de Ucrania y pasó a formar parte de la investigación de Mueller en Estados Unidos. En junio de 2018, el Sr. Andrii Artemenko testificó bajo juramento ante el gran jurado de la Corte Suprema en Washington D. C.
No se presentaron cargos contra Andrii Artemenko como resultado de estas investigaciones, lo que confirma la persecución por motivos políticos del régimen de Poroshenko y los ataques parciales de los medios de comunicación liberal-democráticos estadounidenses.

## Actividades actuales
Durante las elecciones presidenciales de Ucrania de 2019, Andrii Artemenko respaldó la candidatura de Volodymyr Zelenskyy.
Después de la declaración oficial de Zelensky sobre el trabajo en la reforma de la doble ciudadanía y el retorno de la ciudadanía ucraniana a Mijaíl Saakashvili (fue privado ilegalmente de su ciudadanía en 2017 por el decreto del expresidente de Ucrania Petro Poroshenko), Andrii Artemenko envió una carta a Volodymyr Zelenskyy, solicitando el restablecimiento de sus derechos constitucionales y la abolición del decreto núm. 119/2017 sobre la terminación de la ciudadanía.
Desde enero de 2019, Artemenko se desempeña como presidente ejecutivo de Global Management Association Corporation, que se ha registrado en el registro de cabilderos de EE. UU., Según datos del Departamento de Justicia de EE. UU., En cumplimiento de la ley FARA.
Andrii Artemenko es actualmente también copropietario y presidente ejecutivo de Airtrans LLC, que forma parte de Frontier Resource Group. Desde el comienzo de la pandemia de COVID-19, Airtrans LLC aseguró vuelos consecutivos en la ruta Sudeste de Asia - EE. UU. Para traer los suministros de EPP necesarios de manera oportuna. Se trajeron cientos de toneladas de suministros médicos a los EE. UU. Cuando más se necesitaban.
También está desarrollando activamente (copropietario y presidente de American Industrial Group Inc.) una empresa de fabricación en los EE. UU. Que proporciona desinfectantes sostenibles y otros equipos de protección personal en la actual pandemia de COVID-19.
Su empresa de TI (propietario y presidente, AlphaNet Technologies, Inc.), que anteriormente fue pionera con éxito en el proyecto educativo en línea Eduboard.com, en cooperación con ZAKA, está trabajando en la implementación del proyecto de pasaporte de inmunidad COVID-19 basado en blockchain (NewNorm) - para permitir a personas demostrar su estado de salud COVID-19 a las instituciones sin comprometer su privacidad.

## Vida familiar y personal
Sus padres: Viktor Artemenko y Olga Artemenko, son profesores.
Andrii Artemenko está casado con la famosa modelo ucraniana Oksana Kuchma. Tiene cuatro hijos y un nieto. En 2017, cambió legalmente su nombre a Andy Kuchma (el apellido de su cónyuge).
Andrii Artemenko vive permanentemente en Washington D. C. con su esposa e hijos.